# Leribe vesca
Leribe vesca är en skalbaggsart som beskrevs av Louis Albert Péringuey 1904. Leribe vesca ingår i släktet Leribe och familjen Melolonthidae. Inga underarter finns listade i Catalogue of Life.